# Лесопарковая улица (Санкт-Петербург)
Лесопа́рковая улица — улица в Красногвардейском районе Санкт-Петербурга. Отходит на северо-восток от Рябовского шоссе южнее Братской улицы. Протяжённость — 2130 м.

## История
Название получила в 1956 году по Ржевскому лесопарку.

## География
КАД делит улицу на два отрезка протяжённостью 225 и 1810 м, не соединённых между собой. Помимо непосредственных пересечений с рядом улиц (см. ниже) Лесопарковая улица соединена проездами с Братской улицей.

## Здания и сооружения
- дом 3 — КАС «Лесная»

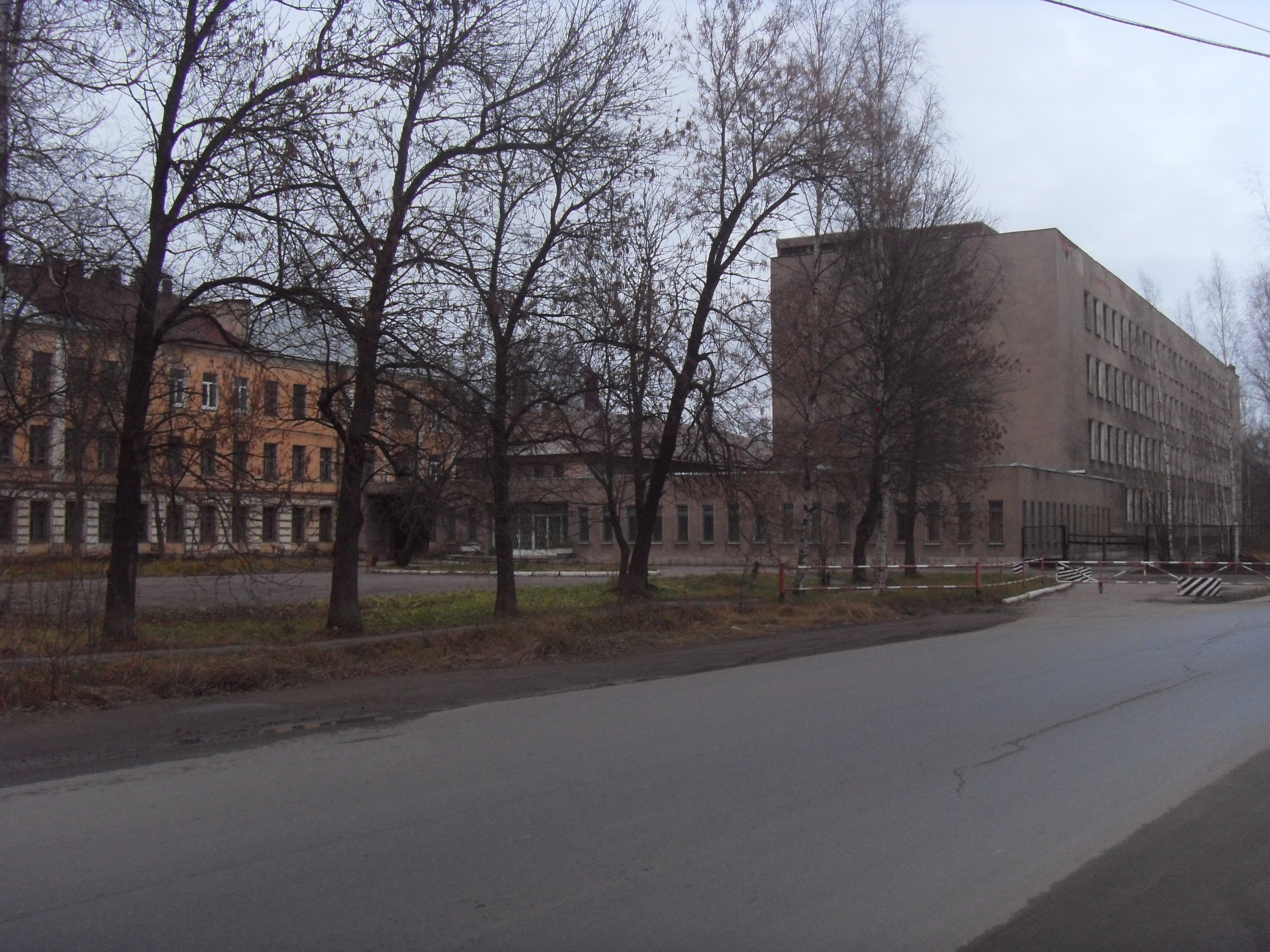
Государственный НИИИ военной медицины МО РФ

- дом 4 — ФГУ «НИИЦ МБЗ ФГУ «Государственный НИИИ военной медицины МО РФ»
- дом 5 — СУ № 4
- жилые здания
- хозяйственные постройки
- гаражи.

## Достопримечательности
- Комплекс зданий Главного артиллерийского и Морского полигона.
- Ржевский лесопарк.

## Транспорт
- Автобус: № 23
- Ж/д платформы: Раздельный пост (130 м)
- Трамвай: № 64

## Пересечения
С запада на восток:
- Рябовское шоссе
- Камышинская улица
- Поперечная улица